# Gustavo Falchero
Gustavo Falchero (fl. XIX-XX secolo) è stato un calciatore e allenatore di calcio italiano.

## Carriera
Il professore Gustavo Falchero fu socio ed insegnante della Reale Società Ginnastica di Torino. Fu alla guida tecnica della sezione calcistica sin dal 1897, anno della sua fondazione e delle prime partecipazioni a tornei amichevoli, come quello svolto il 1º novembre 1897 al Velodromo Umberto I.
Falchero partecipò al primo campionato italiano di calcio, organizzato dalla FIF, nel duplice ruolo di allenatore e giocatore: la squadra venne eliminata nella semifinale contro il Genoa. Nello stesso anno guida la società nel Torneo FGNI, che prevedeva un torneo di calcio ginnastico, sport con alcune regole differenti da quello promosso della Football Association.
La stagione seguente alla sola guida tecnica della società raggiunge nuovamente la semifinale. Falchero guiderà la Ginnastica sino al 1902 senza mai ottenere risultati di rilievo.